# Bufonia ramonensis
Bufonia ramonensis là loài thực vật có hoa thuộc họ Cẩm chướng. Loài này được Danin mô tả khoa học đầu tiên năm 2001.